# Дървопробивач
Дървопробивач (Teredo navalis или Корабен червей) е соленоводна мида от семейство Teredinidae и типов за род Teredo вид. Подобно на всички останали видове от семейството представителите външно наподобяват на кръгъл червей. В предната си част на тялото обаче имат малка двуделна черупка, която е пригодена за пробиване на дървесина. Видът произхожда от североизточната част на Атлантическия океан, но понастоящем е разпространен навсякъде по света. Обитава подводни дървени части като прокарва ходове в тях, които отслабват структурата на дървото. Ето защо дървопробивачите са един от основните вредители на подводни дървени конструкции изградени от хората.

## Описание
Мидата дървопробивач има удължено червеникаво червеоподобно тяло, което нормално е поместено в тунел, който издълбава в дървени части. В предния край на тялото има две триъгълни варовикови черупки с размери до 2 cm. Те се използват подобно на шило, които пробиват и разширяват хода в дървесината. Дължината на тялото достига до 60 cm, а диаметъра до 1 cm.

## Хранене
Хранят се основно с дървесината, която остъргват, но също и някои микроводорасли. Хрилете също съдържат симбиотични азотопоглъщащи бактерии, които произвеждат ензими помагащи в процеса на смилане на целулоза от дървесината в дървото.